# Renal glykosuri
Renal glykosuri innebär att glukos utsöndras i urinen oavsett om sockernivåerna i blodet är normala eller låga. Hos patienter med normal njurfunktion utsöndras socker endast i urinen då blodsockernivåerna är onormalt höga. Hos patienter med renal glykosuri är glukosnivån i urinen förhöjd på grund av att njurarnas reningsfunktion inte fungerar som den ska.
Renal glykosuri är ett benignt tillstånd och de individer som drabbas av detta upplever vanligtvis inga symptom. I sällsynta fall uppkommer hypovolemi (låg blodvolym) eller hypoglykemi (lågt blodsocker) till följd av detta sjukdomstillstånd. Det är desto vanligare att patienter med renal glykosuri drabbas av cystinos, Lowes syndrom eller Fanconis anemi.